# Siam Park (Tenerife)
Siam Park is een 18,5 hectare groot waterpark in de toeristische badplaats Costa Adeje op het Spaanse eiland Tenerife. Het park is gebouwd naar voorbeeld van de klassieke Thaise architectuur met vuurspuwende draken en tempels. De opening in 2008 gebeurde door de Thaise prinses Maha Chakri Sirindhorn.

## Geschiedenis
Het bouwen van de attracties begon in 2004 en kostte 52 miljoen euro. Oorspronkelijk zou de opening in mei 2007 zijn, maar vanwege constructieproblemen werd het park uiteindelijk geopend op 17 september 2008. Het park was ook inclusief een achtbaan gepland, maar ze zette de opening op de eerste plaats.
Het Thaise thema dat het Siam Park omvat ziet men terug in alle attracties, alle 25 gebouwen in het park en restaurants. De ontwerper, Christoph Kiessling, heeft toestemming gekregen van de Thaise koninklijke familie om de naam en het thema voor het park te gebruiken. Om de familie te respecteren kopieerde hij de koninklijke paleizen, tempels en standbeelden van Boeddha niet.
De restaurants serveren Thais eten en het park heeft een Thaise drijvende markt.

## Attracties
- The Dragon: Een professionele tornado waar men eerst in een tunnel met een lichtshow wordt afgeschoten in een 20 meter brede trechter.
- Tower of Power: Een 28 meter hoge glijbaan waar men naar beneden glijdt en onderin door een transparant aquarium met vissen, haaien en roggen gaat.
- Mai Thai River: Lange rivier door het park waar je op een grote band in kan dobberen met delen die een glijbaan zijn.
- Siam Beach: Een wit kunstmatig zandstrand met een groot zwembad.
- The Giant: Twee trechters waar men met een draaiende beweging door een gat in het midden terechtkomt bij een klein zwembad.
- The Volcano: Een draaiende en kolkende beweging waarbij het donker is en bliksemflitsen te zien zijn.
- The Wave Palace: Een golfslagbad met een kunstmatig wit zandstrand. Met de 3 meter hoge golven zijn dat de hoogste kunstmatige golven in de wereld.
- Sea Lion Island: Bij de entree worden bezoekers verwelkomd door spelende zeeleeuwen.
- Naga Racer: Zes glijbanen waar men in een razend tempo naar beneden racet.
- Mekong Rapids: Een kronkelende glijbaan met scherpe bochten.
- Jungle Snake: Vier kronkelde snelle glijbanen met slangennamen die de bezoeker door een deel van het park laten racen.
- The Lost City: Een voor kinderen ingerichte waterspeelplaats met 120 verschillende dingen voor de kinderen waar ze zich mee kunnen vermaken.
- Kinnaree: Een in 2012 geopende spectaculaire glijbaan met trechter en een open bocht waarin men hoog boven de bomen glijdt.
- Singha: In 2015 geopende waterglijbaan met vier trechters, met een snelheid van 18 meter per seconde.
- Patong Rapids: de in juli 2018 geopende waterglijbaan, waarbij men plaats neemt in een grote familieband.

Alle waterglijbanen zijn geleverd door het Canadese ProSlide Technology Inc.

## Technische informatie
Siam Park is het eerste groene waterpark ter wereld. De temperatuur van het water bedraagt 25 °C.
Nadat het water is gebruikt in de attracties wordt het gerecycled en gebruikt om de planten water te geven.

## Records
Siam Park heeft 7 wereldrecords:
- 's Werelds grootste draken standbeeld
- Op grote hoogte bij de Lazy River (meer dan 8 meter)
- 's Werelds grootste kunstmatige golf (3 meter)
- Veel afwisseling in attracties
- 's Werelds grootste 'Thai gebouw' buiten Azië om
- 's Werelds eerste groene waterpark
- 2014 Travellers' Choice Winner Tripadvisor: 's Werelds beste waterpark[1]
- 2015 Travellers' Choice Winner Tripadvisor: 's Werelds beste waterpark[1]
- 2016 Travellers' Choice Winner Tripadvisor: 's Werelds beste waterpark[1]
- 2017 Travellers' Choice Winner Tripadvisor: 's Werelds beste waterpark[1]
- 2018 Travellers' Choice Winner Tripadvisor: 's Werelds beste waterpark[1]
- 2019 Travellers' Choice Winner Tripadvisor: 's Werelds beste waterpark[2]

## Siam Mall
Op 23 mei 2015 is het winkelcentrum Siam Mall geopend naast het Siam Park op een oppervlakte van 25.000 m². Dit winkelcentrum is in dezelfde stijl gebouwd als het Siam Park, heeft 77 winkels en meer dan 1100 parkeerplaatsen.